# (26498) Dinotina
(26498) Dinotina (2000 CV1) – planetoida z grupy pasa głównego asteroid okrążająca Słońce w ciągu 5,78 lat w średniej odległości 3,22 j.a. Odkryta 4 lutego 2000 roku.